# 英国宇航署
英国宇航署（英語：UK Space Agency）是英国政府中负责有关宇航事务的部门，于2010年4月1日起正式成立，以替代原先的英国国家太空中心。其总部位于英国威尔特郡斯温顿（Swindon）。宇航署的年度预算为2.7亿英镑，目前仅有一名宇航员提姆·皮克。